# Старі Мікановці
Старі Мікановці (хорв. Stari Mikanovci) — населений пункт і громада в Вуковарсько-Сремській жупанії Хорватії.

## Населення
Населення громади за даними перепису 2011 року становило 2 956 осіб. Населення самого поселення становило 2 383 осіб.
Динаміка чисельності населення громади:
Динаміка чисельності населення центру громади:

## Населені пункти
Крім поселення Старі Мікановці, до громади також входять Нові Микановці.

## Клімат
Середня річна температура становить 11,09 °C, середня максимальна – 25,52 °C, а середня мінімальна – -6,08 °C. Середня річна кількість опадів – 697 мм.
| Клімат поселення                              | Клімат поселення | Клімат поселення | Клімат поселення | Клімат поселення | Клімат поселення | Клімат поселення | Клімат поселення | Клімат поселення | Клімат поселення | Клімат поселення | Клімат поселення | Клімат поселення | Клімат поселення |
| Показник                                      | Січ.             | Лют.             | Бер.             | Квіт.            | Трав.            | Черв.            | Лип.             | Серп.            | Вер.             | Жовт.            | Лист.            | Груд.            |                  |
| Середній максимум, °C                         | 5,86             | 8,09             | 12,73            | 17,34            | 22,41            | 25,52            | 25,46            | 24,96            | 20,90            | 15,49            | 9,58             | 5,58             |                  |
| Середня температура, °C                       | −0,12            | 2,10             | 6,76             | 11,36            | 16,42            | 19,51            | 21,31            | 20,80            | 16,74            | 11,31            | 5,40             | 1,40             |                  |
| Середній мінімум, °C                          | −6,08            | −3,88            | 0,76             | 5,36             | 10,47            | 13,56            | 17,15            | 16,68            | 12,59            | 7,17             | 1,28             | −2,72            |                  |
| Норма опадів, мм                              | 45               | 41               | 43               | 54               | 63               | 89               | 67               | 63               | 51               | 59               | 67               | 55               |                  |
| Середньомісячна швидкість вітру, м/с          | 2.10             | 2.34             | 2.66             | 2.53             | 2.30             | 2.10             | 2.10             | 1.90             | 1.88             | 1.99             | 2.10             | 2.13             |                  |
| Середньомісячна сонячна радіація, кДж/м²·день | 4302             | 6997             | 10980            | 15466            | 19355            | 21373            | 22362            | 20455            | 15133            | 9468             | 4884             | 3608             |                  |
| --------------------------------------------- | ---------------- | ---------------- | ---------------- | ---------------- | ---------------- | ---------------- | ---------------- | ---------------- | ---------------- | ---------------- | ---------------- | ---------------- | ---------------- |
| Джерело:                                      |                  |                  |                  |                  |                  |                  |                  |                  |                  |                  |                  |                  |                  |